# TRAPPC6B
TRAPPC6B (англ. Trafficking protein particle complex 6B) – білок, який кодується однойменним геном, розташованим у людей на 14-й хромосомі. Довжина поліпептидного ланцюга білка становить 158 амінокислот, а молекулярна маса — 17 983.
| 10         |  | 20         |  | 30         |  | 40         |  | 50         |
| ---------- |  | ---------- |  | ---------- |  | ---------- |  | ---------- |
| MADEALFLLL |  | HNEMVSGVYK |  | SAEQGEVENG |  | RCITKLENMG |  | FRVGQGLIER |
| FTKDTARFKD |  | ELDIMKFICK |  | DFWTTVFKKQ |  | IDNLRTNHQG |  | IYVLQDNKFR |
| LLTQMSAGKQ |  | YLEHASKYLA |  | FTCGLIRGGL |  | SNLGIKSIVT |  | AEVSSMPACK |
| FQVMIQKL   |  |            |  |            |  |            |  |            |

A: Аланін

C: Цистеїн

D: Аспарагінова кислота

E: Глутамінова кислота

F: Фенілаланін

G: Гліцин

H: Гістидин

I: Ізолейцин

K: Лізин

L: Лейцин

M: Метіонін

N: Аспарагін

P: Пролін

Q: Глутамін

R: Аргінін

S: Серин

T: Треонін

V: Валін

W: Триптофан

Задіяний у таких біологічних процесах, як транспорт, транспорт між ендоплазматичним ретикулумом і апаратом Гольджі, альтернативний сплайсинг. 
Локалізований у ендоплазматичному ретикулумі, апараті гольджі.